# Strade provinciali della provincia di Treviso

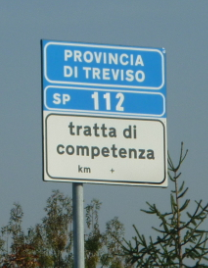
Il segnale stradale usualmente posto in prossimità dell'inizio delle strade provinciali di Treviso

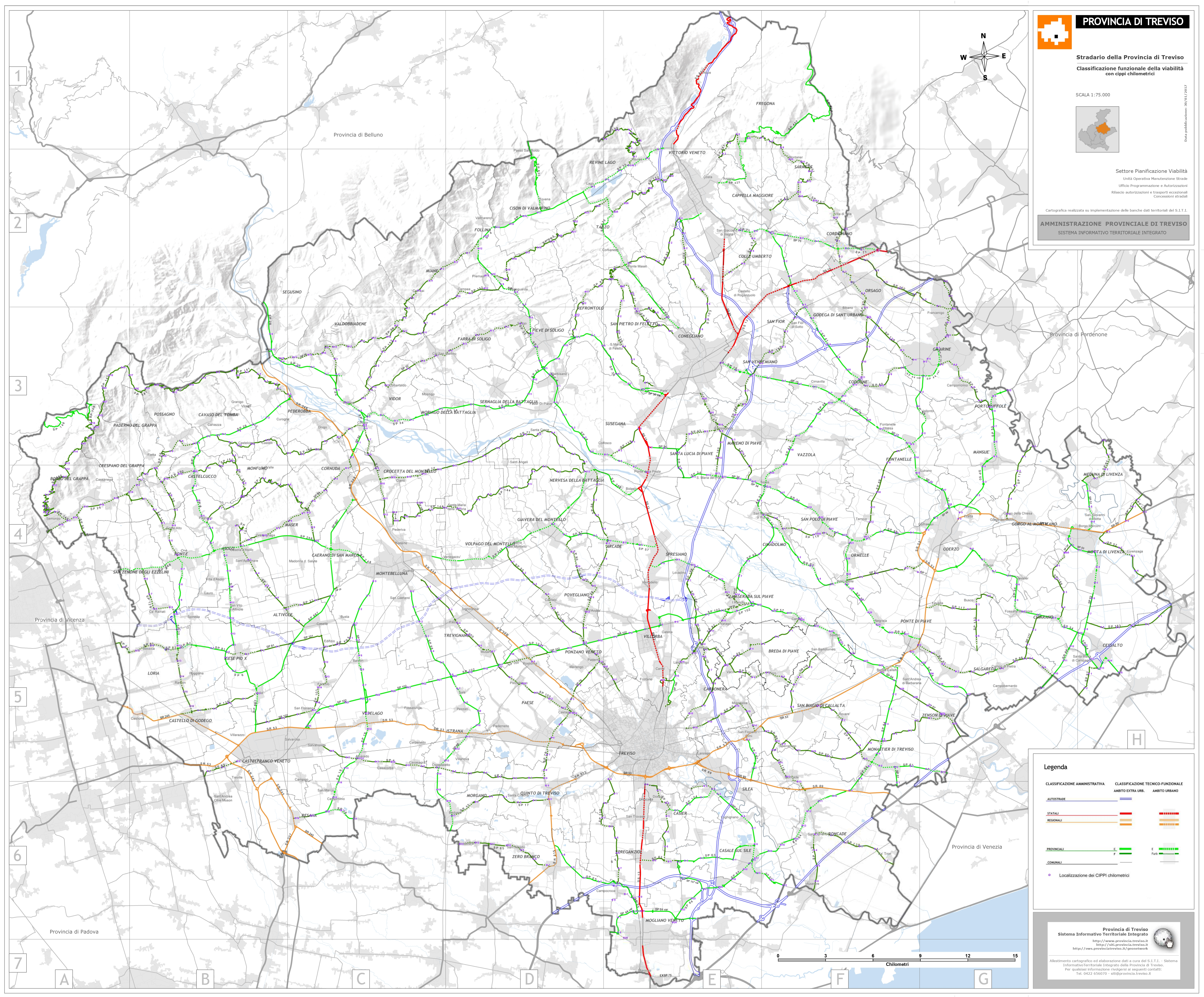
Classificazione tecnico funzionale della viabilità della provincia di Treviso

Questo è l'elenco delle strade provinciali presenti sul territorio della provincia di Treviso. Le strade con sfondo della tabella rosa sono le ex strade provinciali.
| Numero                       | Denominazione               | Inizio                                                                                        | Percorso | Fine                  | Lunghezza (m)                       | Mappa |
| ---------------------------- | --------------------------- | --------------------------------------------------------------------------------------------- | --- | --------------------- | ----------------------------------- | ----- |
| S.P. 1                       | Mostaccin                   |                                                                                               | Monfumo - colli Asolani - Maser - Caerano di San Marco |                       | 9.970                               |       |
| S.P. 2                       | Erizzo                      |                                                                                               | Valdobbiadene - Bigolino - Covolo - Crocetta del Montello - Pederiva - Biadene - Montebelluna |                       | 16.480                              |       |
|                              | di Pedeguarda               |                                                                                               | Falzè di Piave - Barbisano - Pieve di Soligo - Solighetto - Follina - Cison di Valmarino - Mura -Tovena |                       | 16.860                              |       |
|                              | Castellana                  |                                                                                               | Quinto di Treviso - Ospedaletto - Cavasagra - Casacorba - Albaredo - Salvatronda - Salvarosa - Castelfranco Veneto |                       | 18.750                              |       |
|                              | Pradazzi                    |                                                                                               | Possagno - Castelcucco - Pagnano - Casella d'Asolo - Villa d'Asolo - San Vito di Altivole - Riese Pio X - Vallà |                       | 18.690                              |       |
|                              | delle Gherle                |                                                                                               | Rustignè - Faè - Roncadelle |                       | 5.850                               |       |
|                              | Mure                        |                                                                                               | Motta di Livenza - Meduna di Livenza |                       | 5.300                               |       |
|                              | Cadore-Mare                 |                                                                                               | Conegliano - Cimavilla - Fontanelle - Lutrano - Oderzo |                       | 19.380                              |       |
|                              | del Sile                    |                                                                                               | Quinto di Treviso - Santa Cristina - Ongraie - Morgano -Badoere |                       | 6.740                               |       |
|                              | Colombara                   |                                                                                               | Castelminio - Santa Brigida | (PD)                  | 2.000                               |       |
|                              | di Vedelago                 |                                                                                               | Montebelluna - Busta - Barcon - Vedelago - Albaredo - San Marco -Castelminio - Resana |                       | 19.330                              |       |
|                              | di Fonte                    |                                                                                               | Paderno del Grappa - Fonte Alto - Onè di Fonte - Loria - Ramon - Castello di Godego |                       | 16.480                              |       |
|                              | di Altivole                 |                                                                                               | Fornea - Altivole |                       | 3.040                               |       |
|                              | Callarga                    |                                                                                               | Caerano di San Marco - Contea - Posmon |                       | 2.840                               |       |
|                              | di Monfumo                  |                                                                                               | Cavaso del Tomba - Monfumo - Pagnano |                       | 8.300                               |       |
|                              | Pedemontana del Grappa      |                                                                                               | Pederobba - Cavaso del Tomba - Possagno - Paderno del Grappa - Crespano del Grappa - Borso del Grappa - Semonzo | (VI)                  | 20.070                              |       |
| Ex (ora strada comunale)     | di Borso                    |                                                                                               | Sant'Eulalia - Borso del Grappa - Semonzo |                       | 2.740                               |       |
|                              | di Segusino                 |                                                                                               | Villanova - San Vito - Segusino |                       | 8.900                               |       |
| Ex (ora strada comunale)     | del Ponte di Fener          |                                                                                               | Ponte sul fiume Piave |                       | 666                                 |       |
|                              | dei Colli Soligo            |                                                                                               | Pieve di Soligo - Soligo - Farra di Soligo - Col San Martino - Colbertaldo - San Giovanni - Bigolino |                       | 13.940                              |       |
|                              | di Cimadolmo                |                                                                                               | Cimadolmo - Stabiuzzo - Roncadelle |                       | 6.220                               |       |
|                              | Sinistra Piave              |                                                                                               | 1° tronco: Vidor - Moriago della Battaglia - Fontigo - Falzè di Piave - Pieve di Soligo 2° tronco: Falzè di Piave - Colfosco - Ponte della Priula - Tezze di Piave - San Polo di Piave - Ormelle - Ponte di Piave - Salgareda                                           | (VE)                  | 1° tronco: 15.890 2° tronco: 34.040 |       |
|                              | della Vallata               |                                                                                               | Vittorio Veneto - Longhere - Revine - Santa Maria - Lago |                       | 6.700                               |       |
|                              | del Combai                  |                                                                                               | Follina - Miane - Combai - Guia - Santo Stefano - San Pietro di Barbozza - Valdobbiadene - San Vito |                       | 18.210                              |       |
|                              | Antiga                      |                                                                                               | Refrontolo - San Pietro di Felletto - Rua di Felletto - Bagnolo |                       | 6.060                               |       |
|                              | Francesco Fabbri            |                                                                                               | Pieve di Soligo - Crevada - Parè - Conegliano |                       | 7.690                               |       |
|                              | di Pianzano                 |                                                                                               | San Martino - Pianzano - Codognè |                       | 11.660                              |       |
|                              | Mescolino                   |                                                                                               | Sarmede - Cappella Maggiore - San Martino - Colle Umberto -Menarè |                       | 8.600                               |       |
|                              | di Orsago                   |                                                                                               | Villa di Villa - Cordignano - Orsago - Bibano - Codognè |                       | 11.980                              |       |
|                              | Cervaro                     | (PN)                                                                                          | Francenigo - Calderano - Gaiarine - Roverbasso - Cimetta - Vazzola - Tezze di Piave |                       | 22.030                              |       |
|                              | Ramoncello                  |                                                                                               | Tezze di Piave - Bocca di Strada - Santa Lucia di Piave - Ponte della Priula |                       | 9.950                               |       |
|                              | di Vazzola                  |                                                                                               | Lutrano - Fontanellette - Visnà - Vazzola - Mareno di Piave - Bocca di Strada - Sarano - Conegliano |                       | 17.580                              |       |
| Ex (ora strada comunale)     | Casalvecchio                |                                                                                               | Camalò - Santandrà - Villorba |                       | 6.600                               |       |
|                              | Opitergina                  |                                                                                               | Oderzo - Camino - Colfrancui - Ormelle |                       | 8.240                               |       |
|                              | di Portobuffolé             |                                                                                               | Oderzo - Mansuè - Portobuffolé | (PN)                  | 9.840                               |       |
|                              | di Meduna                   | (PN)                                                                                          | Brische - Meduna di Livenza - Motta di Livenza |                       | 6.780                               |       |
|                              | del Livenza                 |                                                                                               | Motta di Livenza - Lorenzaga - Corbolone | (VE)                  | 4.750                               |       |
|                              | Magnadola                   |                                                                                               | Motta di Livenza - Cessalto |                       | 8.320                               |       |
|                              | Piavon                      |                                                                                               | Rustignè - Piavon - Fossalta Maggiore - Chiarano - Cessalto |                       | 16.470                              |       |
|                              | di Volpago                  |                                                                                               | Volpago del Montello - Lavaio - Camalò - Paderno - Ponzano Veneto - San Pelaio - Santa Maria del Rovere - Treviso |                       | 14.390                              |       |
|                              | di Arcade                   |                                                                                               | Nervesa della Battaglia - Arcade - Povegliano - Santandrà |                       | 11.940                              |       |
|                              | Destra Piave                |                                                                                               | Giavera del Montello - Arcade - Spresiano - Lovadina - Maserada sul Piave - Candelù - Saletto di Piave - Fagarè della Battaglia - Sant'Andrea di Barbarana - Zenson di Piave                                                                                            | (VE)                  | 32.960                              |       |
|                              | di Breda                    |                                                                                               | Candelù - Breda di Piave - Vacil - Carbonera - Treviso |                       | 11.380                              |       |
|                              | di Mignagola                |                                                                                               | Zenson di Piave - Monastier di Treviso - Spercenigo - Olmi - San Floriano - Mignagola - Carbonera - Selvana - Treviso |                       | 22.290                              |       |
|                              | Fornaci                     |                                                                                               | San Biagio di Callalta - Rovarè - Monastier di Treviso - Pralongo - Fossalta di Piave | (VE)                  | 10.800                              |       |
| Ex (ora Strada Regionale 89) | Treviso-Mare                |                                                                                               | Silea - Biancade - Roncade - Meolo |                       | 17.470                              |       |
|                              | Casalese                    |                                                                                               | Casale sul Sile - Morea - Preganziol - |                       | 7.910                               |       |
|                              | Zermanesa                   |                                                                                               | Sant'Andrea di Barbarana - San Pietro Novello - Monastier di Treviso - Vallio - Roncade - San Cipriano - Casale sul Sile - Zerman - Mogliano Veneto |                       | 28.260                              |       |
|                              | Zerotina                    |                                                                                               | Mogliano Veneto - Campocroce - Zero Branco - Sant'Alberto - Scandolara | (PD)                  | 14.560                              |       |
|                              | di Salgareda                |                                                                                               | Ponte di Piave - Salgareda - Campo di Pietra - Cessalto |                       | 12.990                              |       |
|                              | Jesolana                    |                                                                                               | Treviso - Sant'Antonino - Casier - Lughignano - Casale sul Sile - Quarto d'Altino | (VE)                  | 13.500                              |       |
|                              | di Istrana                  |                                                                                               | Montebelluna - San Gaetano - Trevignano - Sala - Pezzan - Istrana - Ospedaletto di Istrana - Badoere | (PD)                  | 20.960                              |       |
| Ex (ora strada comunale)     | Schiavonesca                |                                                                                               | Trevignano - Falzè - Signoressa - Tocchetto - Volpago del Montello - Lavaio - Selva del Montello |                       | 7.33                                |       |
|                              | di Nervesa                  |                                                                                               | Bidasio - Spresiano |                       | 1.410                               |       |
|                              | del Ponte della Muda        |                                                                                               | Ponte della Muda - Cordignano - Pindello - Santo Stefano - San Martino - San Giacomo di Veglia |                       | 10.330                              |       |
| Ex (ora strada comunale)     | di Milies                   |                                                                                               | Segusino - Stramare - Milies | Col Miotto            | 7.530                               |       |
| Ex (ora strada comunale)     | Ovest Treviso               |                                                                                               | Quinto di Treviso - Canizzano - Sant'Angelo - San Giuseppe - Treviso |                       | 6.870                               |       |
|                              | Olme                        |                                                                                               | Mogliano Veneto - Mazzocco - Marocco |                       | 6.140                               |       |
|                              | Nord Montello               |                                                                                               | Nervesa della Battaglia - Santa Croce del Montello - Villaggio Montelliano - Santa Mama - Ciano del Montello - Crocetta del Montello |                       | 15.750                              |       |
|                              | delle Cave                  |                                                                                               | Ponzano Veneto - Paderno - Merlengo - Castagnole - Paese - Quinto di Treviso |                       | 10.040                              |       |
| Ex (ora strada comunale)     | di Sarmede                  |                                                                                               | Sarmede - Fratte |                       | 4.140                               |       |
|                              | Cendròle                    |                                                                                               | Caselle di Altivole - Riese Pio X - Loria - Bessica di Loria - Cassola | (VI)                  | 13.630                              |       |
|                              | Soranza                     | Via Brenta ex (ora strada comunale)\|\|Castelfranco Veneto - Treville - San Martino di Lupari | (PD) | 2.870                 |                                     |       |
|                              | di Villa Barbaro            |                                                                                               | Covolo - Cornuda - Maser - Coste - Crespignaga - Casella d'Asolo |                       | 11.780                              |       |
|                              | delle Mire                  |                                                                                               | Vittorio Veneto - Cozzuolo - Corbanese - San Pietro di Feletto -Refrontolo - Pieve di Soligo |                       | 18.270                              |       |
|                              | Albina                      |                                                                                               | Gaiarine - Vallonto - Fontanelle Tempio di Ormelle - Ormelle |                       | 13.230                              |       |
|                              | di Bolè                     |                                                                                               | Povegliano - Cusignana -Giavera del Montello - Santi Angeli - Bosco Montello |                       | 8.620                               |       |
|                              | delle Grave                 |                                                                                               | Tezze di Piave - San Michele di Piave - Cimadolmo - Salettuol -Maserada sul Piave - Varago - Vascon -Lancenigo - Fontane |                       | 16.840                              |       |
|                              | del Cristo                  |                                                                                               | Nogaré - Borgo del Cristo |                       | 1.950                               |       |
|                              | dei Molini                  |                                                                                               | Borso del Grappa - Mussolente | (VI)                  | 1.430                               |       |
| Ex (ora strada comunale)     | Cacciatora                  |                                                                                               | Alberone - Campagnalta |                       | 1.430                               |       |
|                              | Cal Storta                  |                                                                                               | Cessalto - Grassaga |                       | 2.540                               |       |
| Ex (ora strada comunale)     | Peseggiana                  |                                                                                               | Zero Branco - Scorzè | (VE)                  | 3.010                               |       |
|                              | di Montebelluna             |                                                                                               | Montebelluna - Falzè - Musano - Porcellengo - Castagnole - Monigo - Treviso |                       | 17.810                              |       |
|                              | Asolana                     |                                                                                               | Casella d'Asolo - Altivole - Caselle di Altivole - Edificio - Fanzolo - San Floriano - Salvarosa |                       | 15.750                              |       |
|                              | Postumia Romana             |                                                                                               | Maserada sul Piave - Catena - Villorba - Postioma - San Floriano - Castelfranco Veneto |                       | 30.820                              |       |
|                              | Monticanello                |                                                                                               | Vittorio Veneto - Carpesica - Ogliano - Conegliano |                       | 9.090                               |       |
|                              | Peschiere                   |                                                                                               | Casier - Dosson |                       | 3.340                               |       |
| Ex (ora strada comunale)     | di Lanzago                  |                                                                                               | Treviso - Fiera - Lanzago |                       | 3.170                               |       |
|                              | Ovest Terraglio             |                                                                                               | Canizzano - San Trovaso - Sambughè - Campocroce |                       | 7.930                               |       |
|                              | Est Terraglio               |                                                                                               | Preganziol - Dosson - Treviso |                       | 6.960                               |       |
| Var                          | Terraglio Est               |                                                                                               | Zerman - Casello A4 di Preganziol - Dosson - Sant'Antonino |                       | 10.240                              |       |
|                              | di Vascon                   |                                                                                               | Lovadina - Vascon - Vacil |                       | 8.190                               |       |
|                              | di San Polo                 |                                                                                               | Cimadolmo - San Polo di Piave |                       | 3.080                               |       |
|                              | del Musestre                |                                                                                               | Roncade - San Cipriano - Musestre - Quarto d'Altino | (VE)                  | 6.740                               |       |
|                              | Sinistra Sile               |                                                                                               | Silea - Cendon - Sant'Elena - Canton - Musestre |                       | 11.890                              |       |
|                              | Musestrelle                 |                                                                                               | Vascon - Vacil - San Giacomo di Musestrelle - Pero - Cavriè |                       | 7.100                               |       |
|                              | di Spercenigo               |                                                                                               | Saletto di Piave - San Bartolomeo - Cavriè - San Biagio di Callalta - Spercenigo - Biancade - Roncade |                       | 14.440                              |       |
|                              | Abbazia                     |                                                                                               | Levada - Fossalta Maggiore - Sforzin |                       | 10.820                              |       |
|                              | di Mansuè                   |                                                                                               | San Giovanni di Motta di Livenza - Navolè - Fossabiuba - Mansuè - Basalghelle - Cornarè - Vallonto |                       | 15.140                              |       |
|                              | di Gorgo                    |                                                                                               | Cavalier - Gorgo al Monticano - Fossabiuba - Ghirano | (PN)                  | 10.090                              |       |
|                              | di San Martino              |                                                                                               | Sernaglia della Battaglia - Fontana - Col San Martino - Combai |                       | 9.510                               |       |
|                              | di Gaiarine                 |                                                                                               | Bibano - Gaiarine - Campomolino - Portobuffolé |                       | 11.230                              |       |
| Ex (ora strada comunale)     | Destra Livenza              |                                                                                               | Motta di Livenza - Villanova di Motta di Livenza - San Stino di Livenza |                       | 5.940                               |       |
|                              | Capitello                   |                                                                                               | Istrana - Padernello - Porcellengo - Postioma |                       | 6.190                               |       |
|                              | Castello                    |                                                                                               | Crespano del Grappa - San Zenone degli Ezzelini - Ca' Rainati - Spineda |                       | 9.520                               |       |
|                              | Felettana                   |                                                                                               | Parè - San Michele di Feletto - San Maria di Feletto - San Pietro di Feletto |                       | 7.800                               |       |
| Ex (ora strada comunale)     | Piavesella                  |                                                                                               | Treviso - Santa Maria del Rovere - Fontane - Villorba |                       | 4.710                               |       |
|                              | Talponada                   |                                                                                               | Piavon - Busco - San Nicolò - Salgareda - |                       | 8.100                               |       |
| Ex (ora strada comunale)     | Panigaia                    |                                                                                               | Treville - Loreggiola | (PD)                  | 5.260                               |       |
|                              | Ca' Tron                    |                                                                                               | San Cipriano - Ca' Tron | (VE)                  | 4.960                               |       |
|                              | Redigole                    |                                                                                               | Motta di Livenza - Malintrada |                       | 2.120                               |       |
|                              | Della Barca                 |                                                                                               | Colfosco - Susegana |                       | 2.640                               |       |
|                              | Chiozza                     |                                                                                               | Vallà - Castello di Godego |                       | 5.090                               |       |
|                              | Strada Giardino             |                                                                                               | Semonzo - Sacrario militare del monte Grappa |                       | 18.810                              |       |
|                              | Dorsale del Grappa          |                                                                                               | Pederobba - Monte Grappa |                       | 23.100                              |       |
|                              | del Monte Tomba             |                                                                                               | Cavaso del Tomba - Monte Tomba |                       | 8.240                               |       |
| Ex (ora strada comunale)     | del Monte Cesen             |                                                                                               | Valdobbiadene - Pianezze di Valdobbiadene - Mariech | Monte Cesen           | 18.280                              |       |
|                              | Dorsale del Montello        |                                                                                               | Nervesa della Battaglia - Santi Angeli - Santa Maria della Vittoria - Pederiva |                       | 26.280                              |       |
|                              | di Ciano                    |                                                                                               | Ciano del Montello - Pederiva |                       | 3.130                               |       |
|                              | di Fontana Pelosa           |                                                                                               | Caonada - Santa Maria della Vittoria - Santa Mama |                       | 6.660                               |       |
| Ex (ora strada comunale)     | della Val del Sasso Murada  |                                                                                               | Santa Maria della Vittoria - Volpago del Montello - Belvedere |                       | 5.590                               |       |
| (ex )                        | Cadorna                     | (BL)                                                                                          | Monte Grappa | (VI)                  | 3.860                               |       |
| (ex )                        | del Monte Grappa            |                                                                                               | Monte Grappa - Sacrario militare del monte Grappa |                       | 1.660                               |       |
|                              | dei Colli Asolani           |                                                                                               | Paderno del Grappa - Castelcucco - Forner di Monfumo - Castelli di Monfumo - Onigo |                       | 15.800                              |       |
|                              | Pedemontana del Cansiglio   |                                                                                               | Fregona - Osigo - Montaner - Sarmede |                       | 8.730                               |       |
|                              | dei Colli Settentrionali    |                                                                                               | Vittorio Veneto - San Lorenzo - Tarzo - Resera - Farrò - Premaor - Campea - Guia - Colbertaldo |                       | 33.880                              |       |
| Ex (ora strada comunale)     | dei Laghi                   |                                                                                               | Revine Lago - Fratta |                       | 2.420                               |       |
| Ex (ora strada comunale)     | del Passo di Praderadego    |                                                                                               | Cison di Valmarino - Valmareno - Praderadego | Passo del Praderadego | 9.000                               |       |
|                              | dell'Edifizio               |                                                                                               | Busta - Edificio |                       | 2.700                               |       |
|                              | di Crespano                 |                                                                                               | Crespano del Grappa - Fonte Alto |                       | 3.930                               |       |
|                              | del Pian delle Femmine      |                                                                                               | Revine Lago - Monte Cor | Monte Cor             | 8.920                               |       |
|                              | dei Palù                    |                                                                                               | Cordignano - Francenigo |                       | 7.480                               |       |
|                              | di San Stino                |                                                                                               | Cessalto - San Stino di Livenza |                       | 5.86                                |       |
|                              | del Castello di Conegliano  |                                                                                               | Conegliano - Costa - Rua di Feletto |                       | 5.600                               |       |
|                              | Ungaresca                   |                                                                                               | Santa Maria di Piave - Bocca di Strada - Ramera - San Fior di Sotto - Pianzano |                       | 13.210                              |       |
|                              | Malintrada                  |                                                                                               | Motta di Livenza - Malintrada - Chiarano |                       | 4.850                               |       |
|                              | Agozzo                      |                                                                                               | Cendon - Olmi |                       | 2.850                               |       |
|                              | Schiavonesca Marosticana    | (VI)                                                                                          | San Zenone degli Ezzelini - Onè di Fonte - Casella d'Asolo - Crespignaga - Caerano di San Marco - Posmon -Montebelluna - Caonada - Venegazzù - Volpago del Montello - Selva del Montello - Giavera del Montello - Bavaria - Sovilla - Nervesa della Battaglia - Bidasio |                       | 38.070                              |       |
|                              | dell'Alpago e del Cansiglio | (BL)                                                                                          | Altopiano del Cansiglio - Osigo - Fregona- Anzano - Vittorio Veneto |                       | 20.300                              |       |
|                              | del Passo di San Boldo      | (BL)                                                                                          | Passo San Boldo - Tovena - Lago - Fratta -Tarzo - Corbanese - Bagnolo - Conegliano |                       | 23.830                              |       |
|                              | di Caerano di S. Marco      |                                                                                               | Castelfranco Veneto - Vallà - Caselle di Altivole - Caerano di San Marco - Cornuda |                       | 17.630                              |       |